# Shizuka Arakawa
Shizuka Arakawa (japansk: 荒川静香) (født 29. december 1981 i Tokyo) er en japansk kunstskøjteløber, der deltog i to vinterolympiske lege.

## Kunstskøjtekarriere
Arakawa deltog første gang ved vinter-OL 1998 i Nagano, hvor hun blev nummer 13. Året efter var hun med til de asiatiske vinterlege, hvor hun vandt sølv. I 2003 vandt hun guld ved de asiatiske vinterlege og ved vinteruniversiaden, hvorpå hun blev verdensmester i kunstskøjteløb i 2004.
Ved vinter-OL 2006 i Torino kom hun ikke som favorit, da hun ikke havde haft en særlig god sæson indtil legene. I det korte program blev hun nummer tre efter to af de største favoritter, amerikaneren Sasha Cohen og russeren Irina Slutskaja, men i det frie program gennemførte hun et fremragende program, hvor hun opnåede 125,32 point, mens Cohen og Slutskaja begge var langt bagefter, så Arakawa fik guld med i alt 191,34 point, mens Cohen fik sølv med 183,36 og Slutskaja bronze med 181,44 point. Hun var den første japaner, der vandt olympisk guld i kunstskøjteløb, den anden japanske medaljevinder i denne disciplin ved OL (efter Midori Ito, der vandt sølv i 1992) og den anden japanske kvindelige guldvinder ved vinter-OL (efter skiløberen Tae Satoya i 1998). Arakawa indstillede sin elitekarriere efter at have vundet sin OL-guldmedalje.

## Senere karriere
Hun har siden optrådt i skøjteshows samt fungeret som ekspertkommentator for japansk tv.